# Fever Ray
Fever Ray, pseudonimo di Karin Elisabeth Dreijer Andersson (Göteborg, 7 aprile 1975), è una cantante svedese, voce del duo elettropop The Knife, formato con il fratello Olof Dreijer.
Precedentemente era cantante e chitarrista del gruppo alternative rock Honey Is Cool.

## Biografia
Il suo stile vocale è squillante e profondo, combinato e distorto tramite effetti di ogni tipo. Sul palco si presenta indossando maschere e altri elementi teatrali. Nel 2005 la Andersson collabora con la sua voce a What Else Is There? dei Röyksopp, inclusa nell'album The Understanding. Nel 2008 collabora per la canzone Slow dei dEUS inserita in Vantage Point. Nel 2009 ancora con i Röyksopp contribuisce sempre con la sua voce a This Must Be It e Tricky Tricky entrambe facenti parte dell'album Junior.
Nel 2009, mentre i The Knife erano momentaneamente in pausa, Karin Dreijer Andersson ha pubblicato, sotto lo pseudonimo di Fever Ray, il suo album di debutto da solista con l'etichetta Rabid Records per il mercato europeo e con la Mute Records per il mercato nordamericano. If I Had a Heart, il primo singolo dell'album, è stato pubblicato per il mercato digitale il 15 dicembre del 2008, mentre l'album omonimo, Fever Ray, è stato pubblicato in download digitale il 13 gennaio 2009.
Alcune canzoni di Karin sono state utilizzate da serie televisive e film. Nel 2013 per la serie televisiva canadese Vikings è stato utilizzato il brano del 2009 If I Had A heart come sigla iniziale, la stessa canzone è stata proposta nella puntata 4x03 di Breaking Bad e in numerosi altri telefilm (Misfits, Person of Interest, The Following, The Originals, Longmire, Wentworth e Black Sails) e film, tra cui Laurence Anyways e il desiderio di una donna... del regista canadese Xavier Dolan. Il brano Keep The Streets Empty For Me è parte della colonna sonora del film Les amours imaginaires, sempre di Dolan, della puntata 6x22 del telefilm Bones e della puntata 1x04 della serie Dark.

## Vita privata
Karin è sposata e ha due figli. Da sempre ha però voluto mantenere molto riservata la propria vita privata.

## Discografia parziale

### Discografia solista

#### Album
- 2009 – Fever Ray
- 2009 – Live in Luleå
- 2017 – Plunge
- 2023 – Radical Romantics

#### Singoli
- 2008 – If I Had a Heart
- 2009 – When I Grow Up
- 2009 – Triangle Walks
- 2009 – Seven
- 2010 – Mercy Street
- 2017 – To the Moon and Back
- 2018 – Wanna Sip
- 2018 – IDK About You
- 2022 – What They Call Us

#### Collaborazioni
- 2001 – Silverbullit Axe Man
- 2001 – Yvonne Lost in the City Nights
- 2005 – Röyksopp What Else Is There?
- 2008 – dEUS Vantage Point, con il brano Slow
- 2009 – Röyksopp Junior, con i brani This Must Be It e Tricky Tricky